# Leichtathletik-Europameisterschaften 1934/10.000 m der Männer

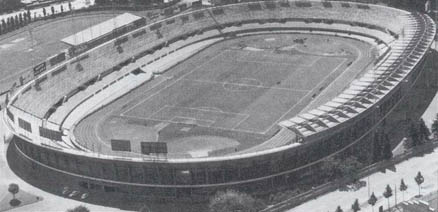
Turiner Olympiastadion – damalige Bezeichnung
Stadio Benito Mussolini

Der 10.000-Meter-Lauf der Männer bei den Leichtathletik-Europameisterschaften 1934 wurde am 7. September 1934 im Turiner Stadio Benito Mussolini ausgetragen.
Hier gab es einen finnischen Doppelerfolg. Europameister wurde Ilmari Salminen, der vor Arvo Askola gewann. Bronze ging an den Dänen Henry Nielsen.

## Rekorde

### Bestehende Rekorde
| Weltrekord           | 30:06,2 min                                         | Paavo Nurmi                                         | Kuopio, Finnland                                    | 31. August 1924                                     |
| Europarekord         | 30:06,2 min                                         | Paavo Nurmi                                         | Kuopio, Finnland                                    | 31. August 1924                                     |
| Meisterschaftsrekord | Einen Europameisterschaftsrekord gab es noch nicht. | Einen Europameisterschaftsrekord gab es noch nicht. | Einen Europameisterschaftsrekord gab es noch nicht. | Einen Europameisterschaftsrekord gab es noch nicht. |

### Europameisterschaftsrekord
Im einzigen Rennen wurde ein erster Europameisterschaftsrekord aufgestellt:

31:02,6 min (erster EM-Rekord) – Ilmari Salminen (Finnland), Rennen am 8. September

## Durchführung
Da es nur neun Teilnehmer in diesem Wettbewerb gab, mussten keine Vorläufe angesetzt werden, alle Läufer traten gemeinsam zum Finale an.

## Finale

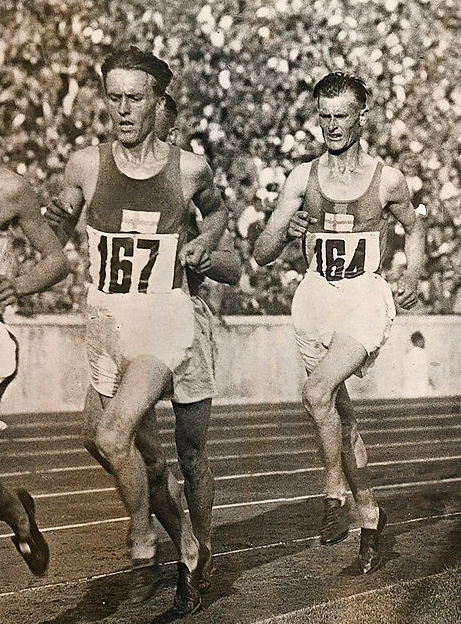
Die beiden überlegenen Läufer dieses Rennens – hier bei den Olympischen Spielen 1936 – Ilmari Salminen (rechts) und Arvo Askola
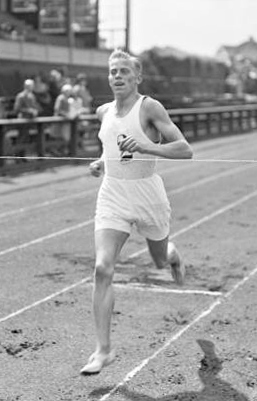
Bronzemedaillengewinner Henry Nielsen
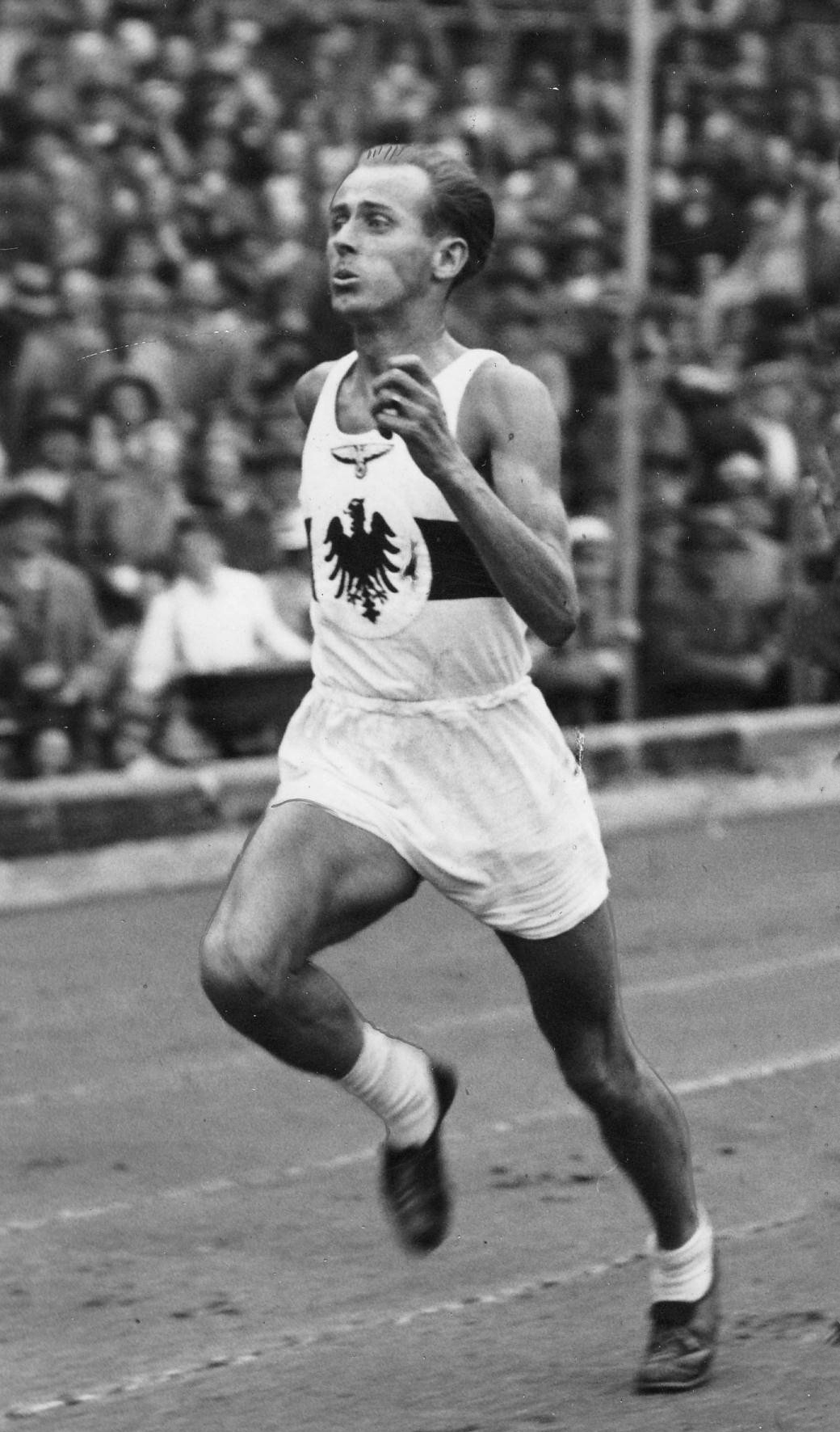
Max Syring musste das Rennen aufgeben.

8. September 1934
| Platz | Name             | Nation             | Zeit           |
| ----- | ---------------- | ------------------ | -------------- |
| 1     | Ilmari Salminen  | Finnland           | 31:02,6 min CR |
| 2     | Arvo Askola      | Finnland           | 31:03,2 min    |
| 3     | Henry Nielsen    | Dänemark           | 31:27,4 min    |
| 4     | Georg Braathe    | Norwegen           | 32:20,0 min    |
| 5     | Jenő Szilágyi    | Ungarn             | 32:23,0 min    |
| 6     | Bruno Betti      | Königreich Italien | 32:54,0 min    |
| 7     | Spartaco Morelli | Königreich Italien | 33:46,0 min    |
| 8     | Josef Hron       | Tschechoslowakei   | 34:02,6 min    |
| DNF   | Max Syring       | Deutsches Reich    |                |